# Pleurothyrium pauciflorum
Pleurothyrium pauciflorum är en lagerväxtart som beskrevs av H. van der Werff & B.E. Hammel. Pleurothyrium pauciflorum ingår i släktet Pleurothyrium och familjen lagerväxter. Inga underarter finns listade i Catalogue of Life.